# پاتریزیا پانیکو
پاتریزیا پانیکو (زادهٔ ۸ فوریهٔ ۱۹۷۵) یکی از بازیکنان تیم ملی فوتبال زنان ایتالیا است.
او متولد شهر رم است.